# Межозёрное (Ленинградская область)
Межозёрное (до 1948 — Антерола, фин. Anterola) — посёлок в Полянском сельском поселении Выборгского района Ленинградской области.

## Название
Финские топонимы Антерола, Каллиола — дословно «Скальное» и Кауппола — «Торговое», скорее всего образованы от родовых имен первопоселенцев.
В 1948 году по решению исполкома Уискольского сельсовета Койвистовского района Ленинградской области деревня получила новое наименование "Межозерная".

## История
Деревня Антерола делилась на несколько более мелких селений, имевших свои названия: Первая Антерола, Вторая Антерола, Каллиола и Кауппола.

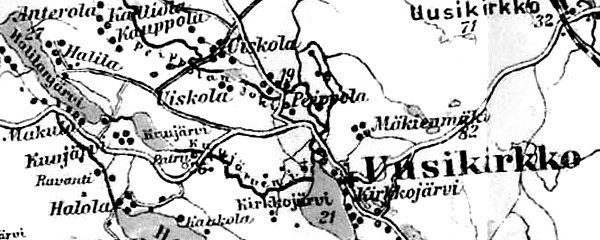
Деревни Антерола, Каллиола и Кауппола на финской карте 1923 года

До 1939 года Антерола входила в состав волости Уусикиркко Выборгской губернии Финляндской республики. Деревня состояла из 49 крестьянских дворов.
С 1 мая 1940 года по 30 сентября 1948 года — в составе Уискольского сельсовета Койвистовского района. 
С 1 июля 1941 года по 31 мая 1944 года — финская оккупация. 
После окончания войны  в деревню Антерола были направлены 25 семей колхозников из Кировской области.
С 1948 года учитывается административными данными как деревня Межозёрное. В ходе укрупнения хозяйства к деревне были присоединены соседние селения Каллиола и Кауппола.
Согласно данным 1966, 1973 и 1990 годов посёлок Межозёрное входил в состав Полянского сельсовета.
В 1997 году в посёлке Межозёрное Полянской волости проживали 29 человек, в 2002 году — 8 человек (все русские).
В 2007 году в посёлке Межозёрное Полянского СП проживали 10 человек, в 2010 году — 20 человек.

## География
Посёлок расположен в южной части района к западу от автодороги 41К-083 (Молодёжное — Черкасово).
Расстояние до административного центра поселения — 11 км.
Расстояние до ближайшей железнодорожной станции — законсервированной промежуточной железнодорожной станции Октябрьской железной дороги Куолемаярви на 100,81 км перегона Приветненское — Ермилово линии Зеленогорск — Приморск — Выборг — 18 км. 
Находится на левом берегу реки Петлянка. К северу от посёлка находится озеро Красавица, к западу — озеро Краснофлотское.

## Демография
| 2007 | 2010 | 2017 | 2021 |
| ---- | ---- | ---- | ---- |
| 10   | ↗20  | ↘9   | ↗65  |

## Улицы
Берёзовый тупик, Боровой тупик, Дачная, Лесная, Ольховая, Речная, Ромашковая, Солнечный переулок, Хуторской тупик, Черёмуховая.